# ایمن الحسینی
ایمن الحسینی (انگلیسی: Ayman Al-Hussaini؛ زادهٔ ۲۲ نوامبر ۱۹۶۷) بازیکن فوتبال اهل کویت بود.
وی همچنین در تیم ملی فوتبال کویت بازی کرده‌است.